# Eurytoma minasensis
Eurytoma minasensis is een vliesvleugelig insect uit de familie Eurytomidae. De wetenschappelijke naam is voor het eerst geldig gepubliceerd in 1989 door De Santis & Fernandes.